# Rocky Island
Rocky Island je egyptský ostrov v Rudém moři, leží ve vzdálenosti 51 km jihovýchodně od Ras Banas, asi šest kilometrů jižním směrem od ostrova Zabargad. Skládá se z příkré, holé skály, zvedající se ze samotných hlubin moře.
Obvykle tu lze pozorovat žraloky a větší zástupce pelagických ryb. Jelikož je severní strana vystavena plné síle převládajícího větru, zahajují potápěči ponor z paluby právě zde a pokračují východním směrem kolem útesu do klidnějších vod, prostírajících se na jih od ostrůvku. Úzký písečný šelf, lemující Rocky Island, dosahuje největší šířky na svém východním konci, jehož jihovýchodní cíp, ležící v hloubce 25 m, se stal ideálním místem pro pozorování žraloků ve společnosti mnoha druhů pelagických ryb. Slunění na malé písčité pláži s množstvím krabů je vítanou změnou po plavbě na stále se kymácející palubě.